# 小松島市立新開小学校
小松島市立新開小学校（こまつしましりつ しんばりしょうがっこう）は、徳島県小松島市大林町字中津にある公立小学校。

## 沿革
- 1907年5月1日 - 大林尋常小学校（1892年設置）、石尋常小学校（1896年設置）を合併し、新開尋常小学校を創立。
- 1956年 - 徳島県小松島市新開小学校と校名改称。
- 1969年 - PTA愛護班活動、子ども会活動が優秀である為、県知事表彰を受ける。
- 1973年 - PTA活動が優秀であるため，県PTA連合会長より表彰。
- 1996年 - 徳島県学校給食優良校として表彰。
- 1998年 - 「日教弘教育賞」最優秀賞受賞。
- 2008年 - 文部科学省平成20年度読書活動優秀実践校として表彰。

## 校歌
- 作詞: 山田勝斉
- 作曲: 近藤良三

## 通学区域が隣接している学校
- 小松島市立和田島小学校
- 小松島市立坂野小学校
- 阿南市立羽ノ浦小学校
- 小松島市立立江小学校
- 小松島市立南小松島小学校